# Oncocnemis flagrantis
Oncocnemis flagrantis är en fjärilsart som beskrevs av Smith 1893. Oncocnemis flagrantis ingår i släktet Oncocnemis och familjen nattflyn. Inga underarter finns listade i Catalogue of Life.